# Hatice Muazzez
{{Infocaseta Regalitate
|name          = Muazzez Sultan
|image       = PIC 2004-08-23 09-12 9807.JPG   
|image_size = 
|caption     = The cenotaph of Suleiman the Magnificent, where the resting place of Hatice (Khadija) Mu’azzez İkinci Haseki Sultân is located.
|succesiune    = Haseki Sultan 
(Concubină regală)
|domnie        = până pe 12 august 1648
|reign-type    = Perioadă de domnie	
|predecesor   = [[Ayșe Sultan (soția lui Murad IV)|Ayșe Sultan]]
|regent        = Turhan Hatice Sultan
Așub Sultan
Hümașah Sultan
Ayșe
Mahıenver
Șivekar
Saçbağlı
|reg-type     = Co-Haseki
|succesor     = Gülnuș Sultan
|birth_name    = 
|birth_date    = 
|birth_place   = 
|death_date    = 13 September 1687
|death_place   = Palatul Vechi, Istanbul, Imperiul Otoman
|burial_date = 14 septembrie 1687
|burial_place  = Üsküdar, İstanbul
|soț        = İbrahim
|issue         = Ahmed II
|house         = Otomană
|religie      = Islam sunnit 
}}
Haseki Hatice Muazzez Sultan (născută în 1627, probabil Polonia - decedată 13 septembrie 1687) a fost cea de a treia concubină favorită a sultanului Ibrahim I și mama sultanului Ahmed al II-lea. A murit în urma unui șoc provocat de un incendiu ce a avut loc la Palatul Vechi în anul 1687. Ca urmare a acestui fapt, ea nu a reușit să primească titlul de Valide Sultan în timpul domniei fiului său.